# Никола Милојевић (сликар)
Никола Милојевић (Јагодина, 6. мај 1865 — Београд, 7. март 1942) био је српски сликар и портретиста, представник академског реализма 19. века.

## Биографија
Рођен је од оца Теодора, занатлије трговца, и мајке Милице. У детињству му веома рано умире отац, па мајка преузима бригу о породици. Суочена са оскудицом и немаштином губи преостала три детета. Мајка је Николи успела да омогући да у Јагодини заврши основну школу и Нижу гимназију. Млади Никола потом прелази у Београд где се о њему стара ујак који га даје на занат код познатог београдског трговца Јефте Павловића. У радњи канцеларијског материјала Николи постаје доступан прибор потребан за цртање, чему се он посвећује. Већ тада долази до изражаја и бива примећен његов таленат.
У наредном периоду ради код трговца Ђоке Павловића и упоредо се посвећује учењу и усавршавању. Учествовао је као добровољац у српско-бугарском рату током 1885. године. Тај период оставља дубок траг у његовом животу који се касније огледао и у његовом стваралаштву.
Године 1891. уписује Академију ликовних уметности у Бечу, захваљујући трговцу Павловићу и његовом брату и синовцу, Михајлу и Милораду. Студије није привео крају, највероватније из материјалних разлога, те се после три године студирања у Бечу враћа у Србију.
Након повратка у Београд, отвара самостални студио у Кнез Михаиловој улици и убрзо постаје један од најтраженијих портретиста београдског средњег сталежа. Учествује на југословенским и иностраним сликарским изложбама, на којима је награђиван похвалама и дипломама. Користио је мајолик технику и браон тонер. Уједно је у свом атељеу пружао и фотографске услуге грађанима јер је поседовао и фотографску опрему.
Према истраживањима његовог биографа Угљеше Рајчевића, у периоду од 1885. до 1942. године урадио је преко 250 слика, цртежа и литографија, од којих је до данашњих дана сачувано стотинак. Међу сачуваним радовима највише има портрета, по чему је Милојевић иначе и био познат, као портретиста српске средње грађанске класе.
Управо то сачувано уметничко дело овог сликара, помало скрајнутог из историје српске ликовне уметности, могуће је поделити по фазама настанка.
Прву фазу би чинили - сликарски почеци (1885 - 1891), другу - дела настала у време уметничког школовања и студија у Бечу (1891 - 1893) и трећу фазу, дело настало током дугогодишње праксе и уметничке зрелости (1893 - 1942).
Крај његове сликарске активности условљен је гибитком вида, након чега је уследио и срчани удар од кога се није у потпуности опоравио. Неправедно заборављен, умро је 7. марта 1942. године у Београду.

## Легат
Завичајни музеј у Јагодини преузима 1980. године као поклон сликара Живана Вулића на трајно коришћење Легат Николе Милојевића који садржи 15 цртежа, 1 литографију и 14 уљаних слика. Ови радови су исте године представљени стручној и широј јавности. На тај начин дело најзначајнијег представника завичајног ликовног стваралаштва наставља да живи.
Осим у приватном поседу, радови Николе Милојевића, налазе се и у уметничком збиркама Народног музеја у Београду, Музеја града Београда, Меморијалном музеју Јована Цвијића у Београду, Историјског музеја у Београду, Матице српске у Новом Саду, Народног музеја у Краљеву и у Војном музеју у Београду, где се чува његов Портрет војводе Живојина Мишића, из 1920. године.Ово уље на платну, димензија 58х72 цм, представља, не само најбољи мушки портрет који је Милојевић насликао, него и најбољи уметнички приказ славног војсковође

## Галерија
- Никола Милојевић - Набијање на колац учесника Хаџи-Проданове буне код Стамбол капије у Београду, 1863
- Женски портрет, 1911.
- Портрет Терзије Петровића
- Портрет Трифуна Ђорђевића, београдског трговца